# رادانوویچی
رادانوویچی (به لاتین: Radanovići) یک منطقهٔ مسکونی در مونته‌نگرو است که در شهرداری کوتور واقع شده‌است. رادانوویچی ۷۵۲ نفر جمعیت دارد.